# 石原プロワールド・西部警察
石原プロワールド・西部警察（いしはらプロワールド・せいぶけいさつ）は、かつて北海道小樽市のマイカル小樽（現:ウイングベイ小樽）にあったミニパークである。

## 概要
- 「マイカル小樽」内5番街2階で1999年3月11日に開園した。
- 当初は、年間のべ46万人程の客が入場したが、翌年になると場所柄、遠方からはあまりにも不便過ぎるという声も挙がる等の理由で入場者は半減し、「東京で事業展開していく計画の中、2箇所同時営業はできない」と判断し、開園から僅かおよそ2年の2001年2月10日をもって閉園した。
- 2011年6月15日から、北海道小樽市にある石原裕次郎記念館に、スーパーZ、ガゼール、マシンRS-1、RS-2、RS-3のパトカー5台とスズキ・カタナ、カタナRのバイク2台が展示されていた。（石原裕次郎記念館は2017年8月に閉館）